# Cauchy–Riemanns ekvationer
I den komplexa analysen inom matematiken är Cauchy–Riemanns ekvationer två partiella differentialekvationer som bidrar med tillräckliga villkor för att avgöra om en funktion är analytisk i det komplexa talplanet. Ekvationerna har fått sitt gemensamma namn av Augustin Louis Cauchy och Bernhard Riemann.
Låt f(x+iy) = u(x,y) + iv(x,y) vara en funktion i en öppen delmängd av komplexa talplanet ℂ och betrakta u och v som reella funktioner definierade i en öppen delmängd till ℝ2. Funktionen f är då analytisk om och endast om u och v är differentierbara och deras partiella derivator uppfyller Cauchy–Riemanns ekvationer, enligt följande:
{\displaystyle {\partial u \over \partial x}={\partial v \over \partial y}}     och     {\displaystyle {\partial u \over \partial y}=-{\partial v \over \partial x}}
Från ekvationerna följer att u och v måste vara harmoniska funktioner, om de är två gånger differentierbara eftersom de då uppfyller Laplaces ekvation. Ekvationerna kan således ses som villkoren för att ett par harmoniska funktioner kan uppträda som real- och imaginärdelen av en komplex analytisk funktion.
Ekvationerna kan även formuleras mer kompakt som
{\displaystyle {\mathrm {i} {\partial f \over \partial x}}={\partial f \over \partial y}}
vilket är samma sak som att Jacobimatrisen skall vara på formen
{\displaystyle {\begin{pmatrix}a&-b\\b&\;\;a\end{pmatrix}}}
vilket är en representation av komplexa tal på matrisform. Detta uttrycker den geometriska egenskapen att en analytisk funktion är konform i alla punkter där dess derivata är nollskild, via en kombination av rotation och omskalning.

## Polär form
Istället för att uttrycka en funktion av z på formen f(x+iy) = u(x,y) + iv(x,y) så kan det ibland vara praktiskt att byta referenssystem till det polära koordinatsystemet. Där har man att x = r·cos(θ) och y = r·sin(θ). Således har man att f(z) = u(r,θ) + iv(r,θ) och Cauchy–Riemanns ekvationer kan uttryckas:
{\displaystyle {\partial u \over \partial r}={1 \over r}{\partial v \over \partial \theta }}     och     {\displaystyle {\partial v \over \partial r}=-{1 \over r}{\partial u \over \partial \theta }.}

## Härledning
Betrakta funktionen f(x+iy) = u(x,y) + iv(x,y). Vi vill beräkna dess derivata i en punkt z₀, vilket vi gör via differenskvoter, först genom att närma oss parallellt med reella talaxeln, och sedan parallellt med imaginära talaxeln.
Längs realaxeln får vi:
| {\displaystyle f'(z)} | {\displaystyle =\lim _{h\rightarrow 0}{f(z+h)-f(z) \over h}}                                                                 |
|                       | {\displaystyle =\lim _{h\rightarrow 0}{u(x+h,y)+\mathrm {i} v(x+h,y)-[u(x,y)+\mathrm {i} v(x,y)] \over h}}                   |
|                       | {\displaystyle =\lim _{h\rightarrow 0}{[u(x+h,y)-u(x,y)]+\mathrm {i} [v(x+h,y)-v(x,y)] \over h}}                             |
|                       | {\displaystyle =\lim _{h\rightarrow 0}{\left[{\frac {u(x+h,y)-u(x,y)}{h}}+\mathrm {i} {\frac {v(x+h,y)-v(x,y)}{h}}\right]}.} |
Detta är två olika differenskvoter, så därför har vi
{\displaystyle f'(z)={\partial u \over \partial x}+\mathrm {i} {\partial v \over \partial x}.}
Längs imaginäraxeln får vi:
| {\displaystyle f'(z)} | {\displaystyle =\lim _{h\rightarrow 0}{f(z+\mathrm {i} h)-f(z) \over \mathrm {i} h}}                                                                |
|                       | {\displaystyle =\lim _{h\rightarrow 0}{u(x,y+h)+\mathrm {i} v(x,y+h)-[u(x,y)+\mathrm {i} v(x,y)] \over \mathrm {i} h}}                              |
|                       | {\displaystyle =\lim _{h\rightarrow 0}{\left[{\frac {u(x,y+h)-u(x,y)}{\mathrm {i} h}}+\mathrm {i} {\frac {v(x,y+h)-v(x,y)}{\mathrm {i} h}}\right]}} |
|                       | {\displaystyle =\lim _{h\rightarrow 0}{\left[-\mathrm {i} {\frac {u(x,y+h)-u(x,y)}{h}}+{\frac {v(x,y+h)-v(x,y)}{h}}\right]}}                        |
|                       | {\displaystyle =\lim _{h\rightarrow 0}{\left[{\frac {v(x,y+h)-v(x,y)}{h}}-\mathrm {i} {\frac {u(x,y+h)-u(x,y)}{h}}\right]}.}                        |
vilket återigen är två olika differenskvoter:
{\displaystyle f'(z)={\partial v \over \partial y}-\mathrm {i} {\partial u \over \partial y}}
Eftersom dessa två derivator måste vara lika så har vi
{\displaystyle {\partial u \over \partial x}+\mathrm {i} {\partial v \over \partial x}={\partial v \over \partial y}-\mathrm {i} {\partial u \over \partial y}.}
Eftersom de reella och imaginära delarna måste vara lika var för sig har vi nu att
{\displaystyle {\partial u \over \partial x}={\partial v \over \partial y}\quad } och {\displaystyle \quad {\partial u \over \partial y}=-{\partial v \over \partial x}}
vilket skulle bevisas.